# Oracle Linux
Oracle Linux, formalment conegut com a Oracle Enterprise Linux, és una distribució Linux basada a Red Hat, reempaquetada i distribuïda per Oracle, disponible la GNU (GPL) a partir dels finals del 2006. Oracle Linux pot ser descarregat gratuïtament des del servei de lliurament electrònica d'Oracle (Oracle's E-delivery service), i es pot redistribuir lliurement. El 2011, Oracle Linux ha aproximadament set mil (7.000) usuaris subscrits al suport Oracle Indestructible de Suport Linux (Oracle Unbreakable Linux Support Program en anglès).

## Compatibilitat del hadware
Oracle Linux està certificat en servidors d'IBM HP, Dell, i Cisco. El 2010, Force10 va anunciar que tindrà suport per Oracle VM i Oracle Linux. Oracle Linux està disponible a l'Amazon EC2 com Amazon Machine Image. Els servidors d'Oracle/Sun amb processadors x86-64 poden ser configurats per utilitzar Oracle Linux.

## Projecte de la versió SPARC
Al desembre del 2010, Larry Ellison va anunciar que les futures versions d'Oracle Linux podran utilitzar-se en les plataformes SPARC i UltraSPARC T-series.

## Història de llançaments (versions)
- Oracle Linux: 6, 6.16.2,[10]6.3, 6.4, 6.8, 7, 7.3
- Oracle Enterprise Linux: 5, 5.1, 5.2, 5.3, 5.4, 5.5, 5.6, 5.7[11]
- Oracle Unbreakable Linux: 4.5, 4.6, 4.7, 4.8, 4.9[12]